# 上智大学学生拒绝参拜靖国神社事件
上智大学学生拒绝参拜靖国神社事件是發生於1932年（昭和7年）上智大学的学生拒絕接受日本軍隊指示參拜靖国神社的事件。

## 事件經歷
1932年（昭和7年）5月5日，日本陸軍軍官帶領60名正在參與強制軍訓的上智大學學生到靖國神社參拜的時候，有三名信仰天主教的學生以參拜神社是不符合天主教信仰的偶像崇拜為由拒絕向靈位行禮。此事導致了日本帝國政府和聖座的關係極為緊張，並威脅取締上智大學。教宗庇护十一世在考慮之後決定發出通諭《祖國的信徒》，允許天主教徒在為了自身安全並且心中不把靈位作為天主來崇拜的情況下參與政府組織的參拜活動。戰後梵蒂岡撤消了這條通諭。

## 外部鏈接
- 神社参拝と宗教的行為の規定の恣意性 －「信教の自由」原理の確立と「カトリック教会の戦争責任」に関連して(1)－ （页面存档备份，存于）
- 西山俊彦『カトリック教会の戦争責任 - 軍靴の響きが迫る現在の「証し」を共に考える - 』PDF